# Спрінг-Гроув (Вісконсин)
Спрінг-Гроув (англ. Spring Grove) — місто (англ. town) в США, в окрузі Ґрін штату Вісконсин. Населення — 919 осіб (2020).

## Демографія
Згідно з переписом 2010 року, у місті мешкали 874 особи в 316 домогосподарствах у складі 256 родин. Було 348 помешкань
Расовий склад населення:
| - 96,5 % — білих - 0,7 % — корінних американців - 0,6 % — азіатів - 0,3 % — чорних або афроамериканців |

До двох чи більше рас належало 1,0 %. Частка іспаномовних становила 2,9 % від усіх жителів.
За віковим діапазоном населення розподілялося таким чином: 23,5 % — особи молодші 18 років, 62,1 % — особи у віці 18—64 років, 14,4 % — особи у віці 65 років та старші. Медіана віку мешканця становила 43,7 року. На 100 осіб жіночої статі у місті припадало 99,5 чоловіків;  на 100 жінок у віці від 18 років та старших — 102,1 чоловіків також старших 18 років.
Середній дохід на одне домашнє господарство  становив 82 210 доларів США (медіана — 73 125), а середній дохід на одну сім'ю — 81 993 долари (медіана — 74 531). Медіана доходів становила 44 318 доларів для чоловіків та 31 042 долари для жінок. За межею бідності перебувало 8,2 % осіб, у тому числі 26,0 % дітей у віці до 18 років та 1,2 % осіб у віці 65 років та старших.
Цивільне працевлаштоване населення становило 467 осіб. Основні галузі зайнятості: виробництво — 21,4 %, освіта, охорона здоров'я та соціальна допомога — 19,7 %, сільське господарство, лісництво, риболовля — 19,3 %.